# Dialectica pyramidota
Dialectica pyramidota là một loài bướm đêm thuộc họ Gracillariidae. Nó được tìm thấy ở Nam Phi.
Ấu trùng ăn Ehretia rigida. Chúng có thể ăn lá nơi chúng làm tổ.